# Sleepy Joe (apodo)

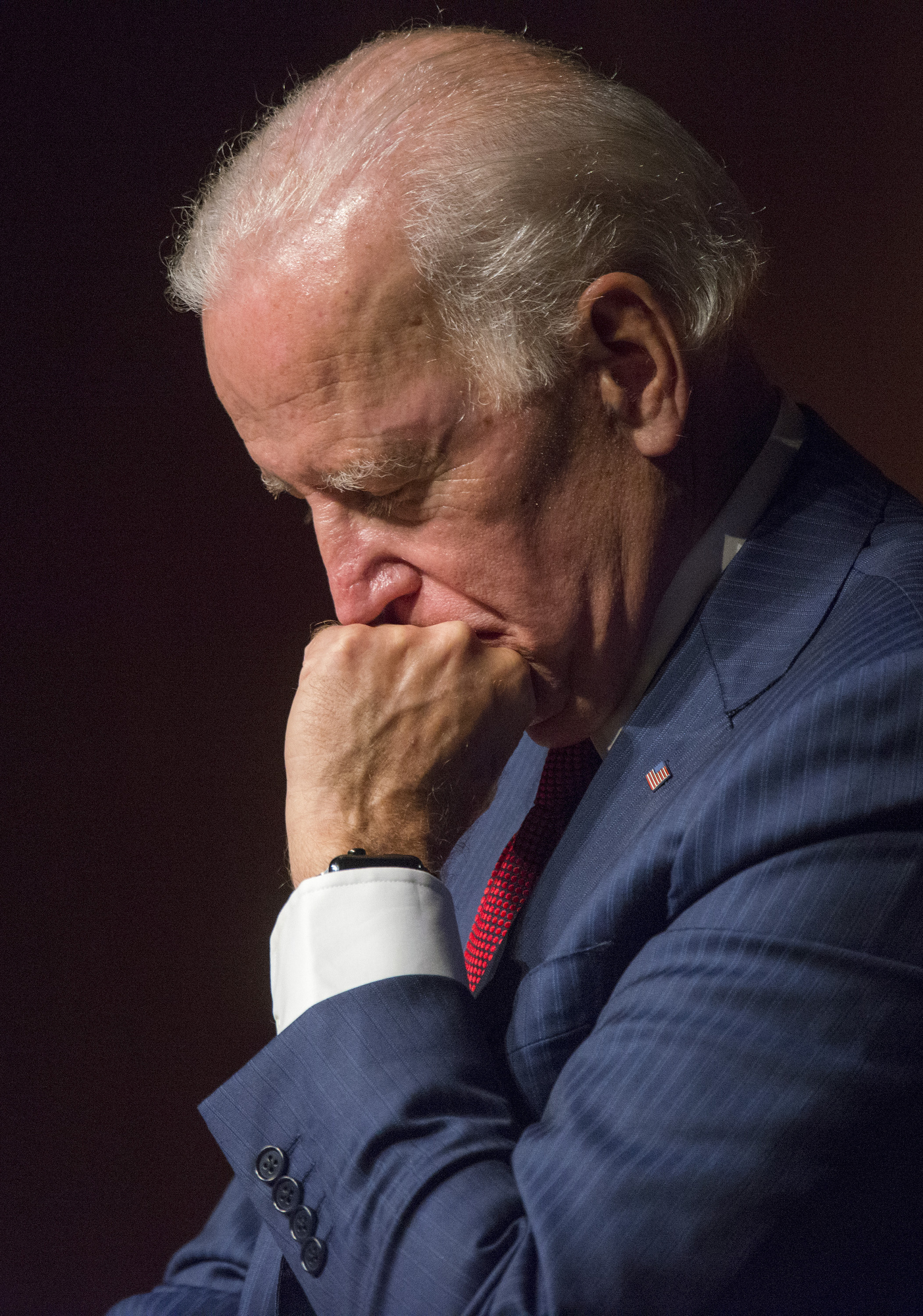
Biden en 2017.

Sleepy Joe («Soñoliento Joe» en español) es un apodo utilizado para describir a Joe Biden, el 46.º presidente de los Estados Unidos, acuñado y comúnmente utilizado por quienes se oponen a su presidencia, que se convirtió en un meme de Internet. El apodo fue acuñado originalmente en 2019 por el predecesor de Biden, Donald Trump. Apareció después de una serie de videos donde Biden parece quedarse dormido ocasionalmente durante reuniones importantes y entrevistas televisivas.

## Historia
El 25 de abril de 2019, el presidente de Estados Unidos, Donald Trump, tuiteó lo siguiente: Welcome to the race, Sleepy Joe («Bienvenido a la carrera, Soñoliento Joe»). Biden respondió llamando a Trump clown («payaso»). Durante las elecciones presidenciales de 2020, incluidos los debates finales de campaña, Trump generalmente se burló repetidamente de su oponente Biden, llamándolo Sleepy Joe.
En junio de 2020, surgieron informes de que Trump había preguntado recientemente a sus asesores si debería seguir con su apodo actual para Biden, Sleepy Joe, o intentar inventar otro apodo, como Swampy Joe («Joe pantanoso») o Creepy Joe («Joe espeluznante»). Se ha observado que Trump no está convencido de que Sleepy Joe sea un mote particularmente «peligroso», y algunos de sus asesores están de acuerdo y lo instan a que deje de usar el apodo. En un tuit, Trump mencionó otro apodo peyorativo de Biden: Corrupt Joe («Joe corrupto»).
Gibril Sadeq Alagbari, profesor asociado de la Universidad Qassim, informó que Trump ha recurrido a la difamación personal al llamar a Biden Sleepy Joe en tuits. Trump ha criticado a Biden, diciendo que «ha estado en política durante 40 años y no ha hecho nada», describiéndolo como «políticamente débil» y afirmando que Trump ha hecho más en 3 años y medio por las personas de raza negra que Biden en 43 años. Reforzando su guerra contra los «demócratas de la izquierda radical», Trump aprovechó los llamamientos populares para «proteger a la policía» y los atribuyó falsamente a Sleepy Joe. También afirmó que Biden «no sabe dónde está ni qué está haciendo», «está dormido», y que Biden celebró un mitin al que «casi nadie se presentó».